# ألاستير كامبل
ألاستير كامبل (بالإنجليزية: Alastair Campbell)‏ هو عالم عقيدة بريطاني، ولد في 17 يناير 1938 في ماذرويل ‏ في المملكة المتحدة.

## وصلات خارجية
- الموقع الرسمي